# Aleksandr Pavlov
Aleksandr Pavlov, född den 9 juli 1973, är en vitrysk brottare som tog OS-silver i lätt flugviktsbrottning i den grekisk-romerska klassen 1996 i Atlanta.